# Смоленський Леонід Анастасійович
Леоні́д Анаста́сійович Смоле́нський (* 1844 — † 1905) — український педагог, учитель історії (серед його вихованців Трохим Зіньківський, Євген Чикаленко та ін.) і громадський діяч, визначний промовець.

## Життєпис
Майже все життя прожив у Одесі, крім університетських студій у Києві, де познайомився з Михайлом Драгомановим, ідеї якого пізніше проповідував. Один з керівників Одеської української громади.
Здобув вищу освіту на історико-філологічному факультеті університету Св. Володимира. 14 січня 1866 року Рада університету за відмінні успіхи надала йому ступінь кандидата, 12 березня — відповідний диплом. Від 1866 року Смоленський згадується у джерелах як викладач історії та географії Рішельєвської гімназії.
1872 року захистив ступінь магістра російської історії; до 1880-х поширив педагогічну діяльність на ширше коло одеських навчальних закладів, серед них на Одеську юнкерську школу. Приватним учителем запрошували його начальник штабу Одеського військового округу генерал Крживоблоцький та княгиня Ухтомська. Часто читав лекції з історії в одеських гуртках самоосвіти, куди послухати його лекції приходили відома революціонерка В.Фігнер і видатний біолог І. Мечников. Вислідком інтелектуального впливу Л. Смоленського виникла Одеська українська громада. Власне, у квартирі Л. Смоленського громада вітала В. Антоновича під час його приїзду до Одеси.
У найближчому колі добрих знайомих Смоленського були його безпосередні учні: один з найпомітніших українських меценатів та громадських діячів Є. Чикаленко, український філософ, поет та публіцист Т. Зіньківський, історик та етнолог В. Кравченко, видатний орієнталіст та літературознавець Д. Овсяніко-Куліковський, письменник М. Гарін-Михайловський, український етнолог Д. Сигаревич, театральний режисер та актор М. Садовський.
Зазнав арешту в 1882 році. Подальша доля склалася трагічно: 1900 року Смоленського скував параліч. За твердженням сучасників, помер під враженням від погрому 1905 року, під час якого він врятував єврейську родину. Смоленського поховали у с. Морозівка на Ананьївщині, де раніше було поховано його доньку Олену, а через 25 років після його смерті — і дружину.

## Родина
Батько, Анастасій Іванович Смоленський, у середині XIX століття працював інспектором Таврійської Сімферопольської губернської гімназії. 23 квітня 1839 року його обрали одним з перших членів-кореспондентів заснованого тоді Одеського товариства історії та старожитностей (ОТІС). У «Новороссийском календаре» на 1841 рік він опублікував статтю «Статистическое описание Керчь-Еникольского градоначальства».
Син Леонід Смоленський-молодший (1869–1924) закінчив третю одеську гімназію. Навчався на медичному та історико-філологічному факультетах університетів Св. Володимира та Новоросійського, закінчив навчання у 1894 році. Співробітничав з «Крымским горным клубом» Одеси, викладав в Одеському кадетському корпусі. У 1900 році він переїхав до Севастополя, де до кінця життя викладав історію у середніх школах. 1904 року опублікував в Одесі «Элементарный курс теории словесности с рисунками». Також написав під псевдо «Пільченко» історичну п'єсу «Княжа криниця», опублікована в журналі «Киевская старина», згодом поставлена на одеській сцені учнем його батька М. Садовським за участі
М. Заньковецької. Останні роки провів у злиднях, осліп, скінчив життя самогубством. Історико-науковою працею Л. Смоленського є опублікований у 1895 році нарис історії взаємин між Запорозькою Січчю та Кримським ханством від XVI до кінця XVIII століття.
Син Ілля Смоленський (1872 — не раніше 1933). Під час навчання в одній з одеських гімназій був членом одеської української «Молодої громади». Попри те, що І. Смоленський більшу частину життя прожив у С.-Петербурзі та Москві, в анкеті він називав себе сином «одного из столбов украинского движения на юге (Одессе) конца 19 — начала 20 вв.» На початку ХХ ст. брав активну участь у роботі Історико-філологічного товариства при Новоросійському університеті. На початку 1930-х років мешкав у Москві, студіював в архівах джерела про російсько-турецький кордон часів Петра Першого. Про свої плани щодо дослідження української історії повідомляв у листах до істориків М. Грушевського, Д. Яворницького та Н. Полонської-Василенко. У 1920-х — на початку 1930-х років контактував з ВУАН задля збереження архіву свого батька та створення його біографії, студіював історію України та листувався з цього приводу з С. Єфремовим. У журналі «Україна» І. Смоленський опублікував 2 актових документи з переліком адміністраторів України кінця XVIII — початку XIX ст. Про його
концептуальні переконання у галузі україністики свідчить фраза: «На переламі 18-19 ст. Україну остаточно втягнуто в орбіту російського торговельного капіталу».